# Misje dyplomatyczne Salwadoru

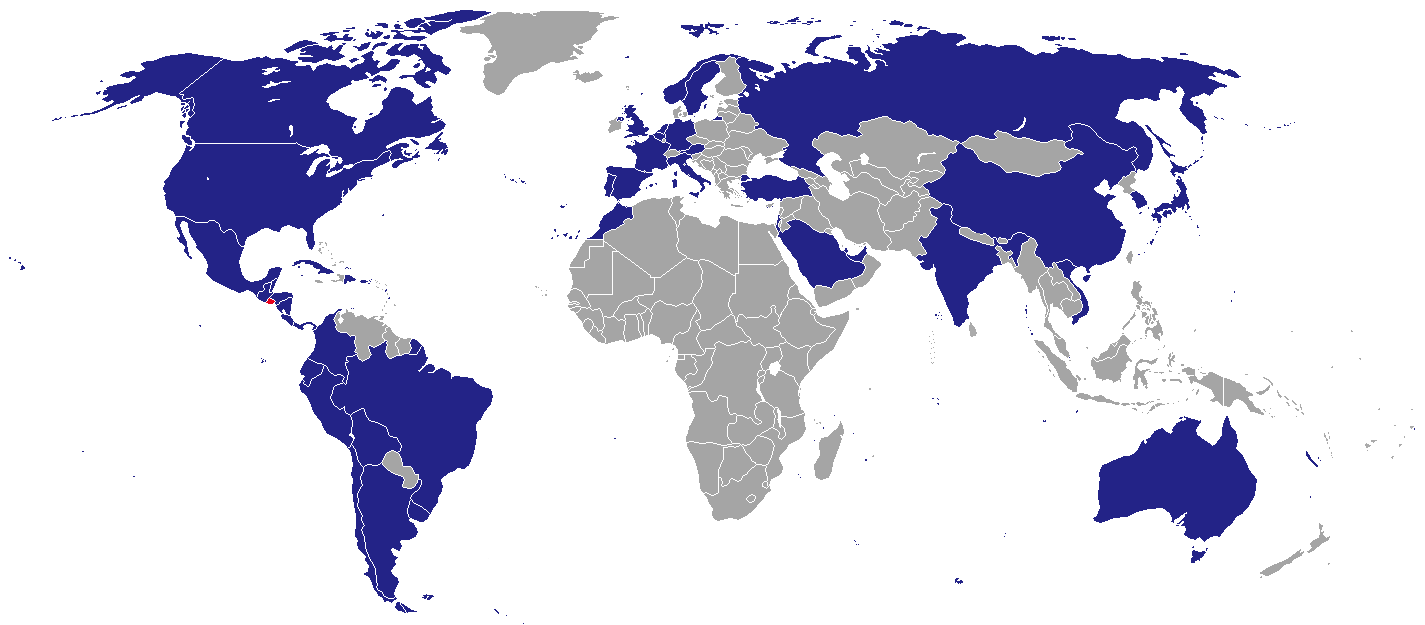
Kraje, w których Republika Salwadoru ma swoje przedstawicielstwa dyplomatyczne

Misje dyplomatyczne Salwadoru – przedstawicielstwa dyplomatyczne Republiki Salwadoru przy innych państwach i organizacjach międzynarodowych. Poniższa lista zawiera wykaz obecnych ambasad i konsulatów zawodowych. Nie uwzględniono konsulatów honorowych.

## Afryka
- Maroko
  - Rabat (ambasada)[1]

## Europa
- Austria
  - Wiedeń (ambasada)
- Belgia
  - Bruksela (ambasada)
- Francja
  - Paryż (ambasada)
- Hiszpania
  - Madryt (ambasada)
- Holandia
  - Haga (ambasada)
- Niemcy
  - Berlin (ambasada)
- Stolica Apostolska
  - Rzym (ambasada)
- Szwajcaria
  - Genewa (ambasada)
- Szwecja
  - Sztokholm (ambasada)
- Wielka Brytania
  - Londyn (ambasada)
- Włochy
  - Rzym (ambasada)
  - Mediolan (Konsulat generalny)

## Ameryka Północna, Środkowa i Karaiby
- Belize
  - Belmopan (ambasada)
- Dominikana
  - Santo Domingo (ambasada)
- Gwatemala
  - Gwatemala (ambasada)
- Honduras
  - Tegucigalpa (ambasada)
- Kanada
  - Ottawa (ambasada)
  - Montreal (Konsulat generalny)
  - Toronto (Konsulat generalny)
  - Vancouver (Konsulat generalny)
- Kostaryka
  - San José (ambasada)
- Kuba
  - Hawana (ambasada)
- Meksyk
  - Meksyk (ambasada)
  - Monterre (Konsulat generalny)
  - Veracruz (Konsulat generalny)
  - Tapachula (Konsulat)
  - Acayucan (Agencja konsularna)
  - Arriaga (Agencja konsularna)
- Nikaragua
  - Managua (ambasada)
  - Chinandega (Konsulat)
- Panama
  - Panama (ambasada))
- Stany Zjednoczone
  - Waszyngton (ambasada)
  - Aurora (Konsulat generalny)
  - Boston (Konsulat generalny)
  - Chicago (Konsulat generalny)

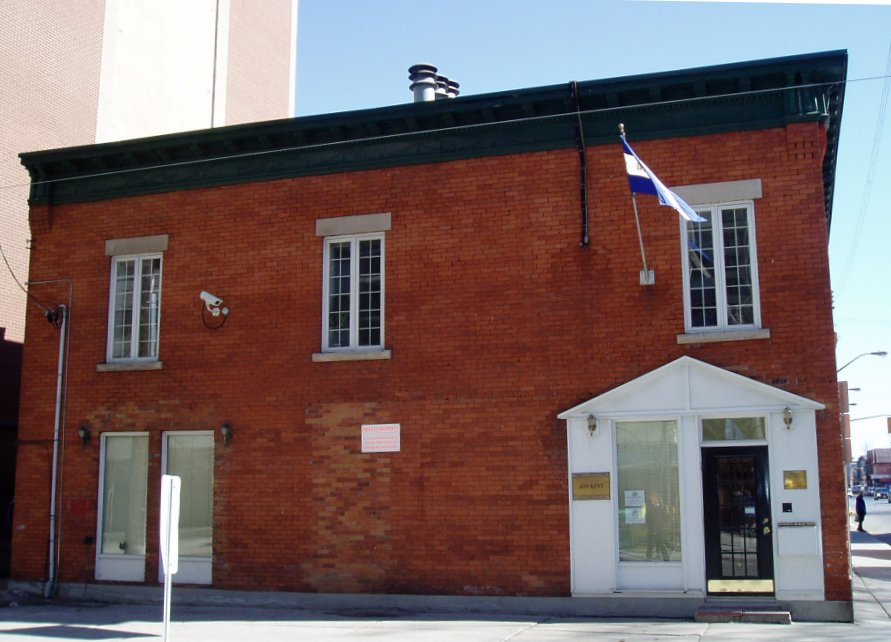
Ambasada Salwadoru w Ottawie

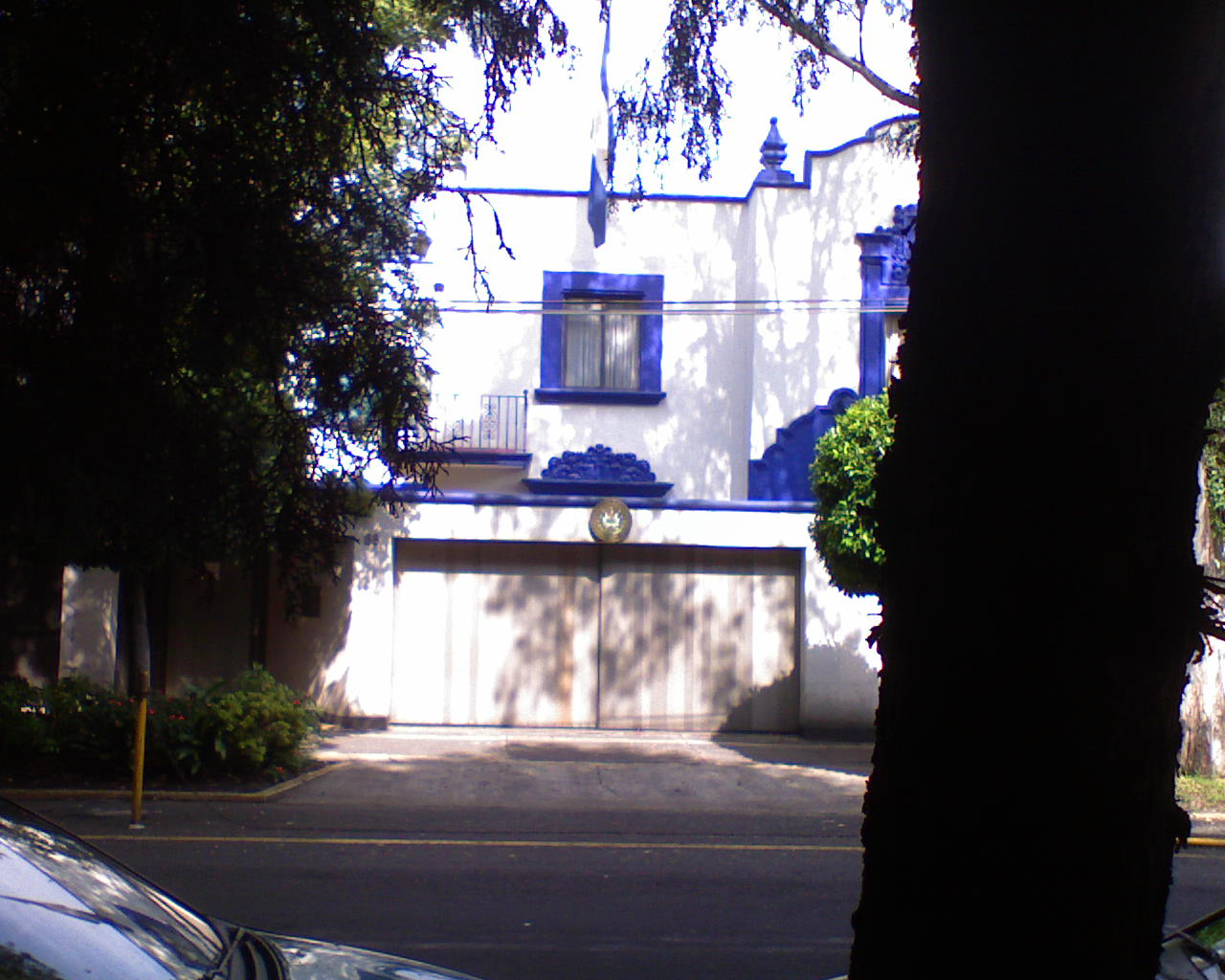
Ambasada Salwadoru w Meksyku

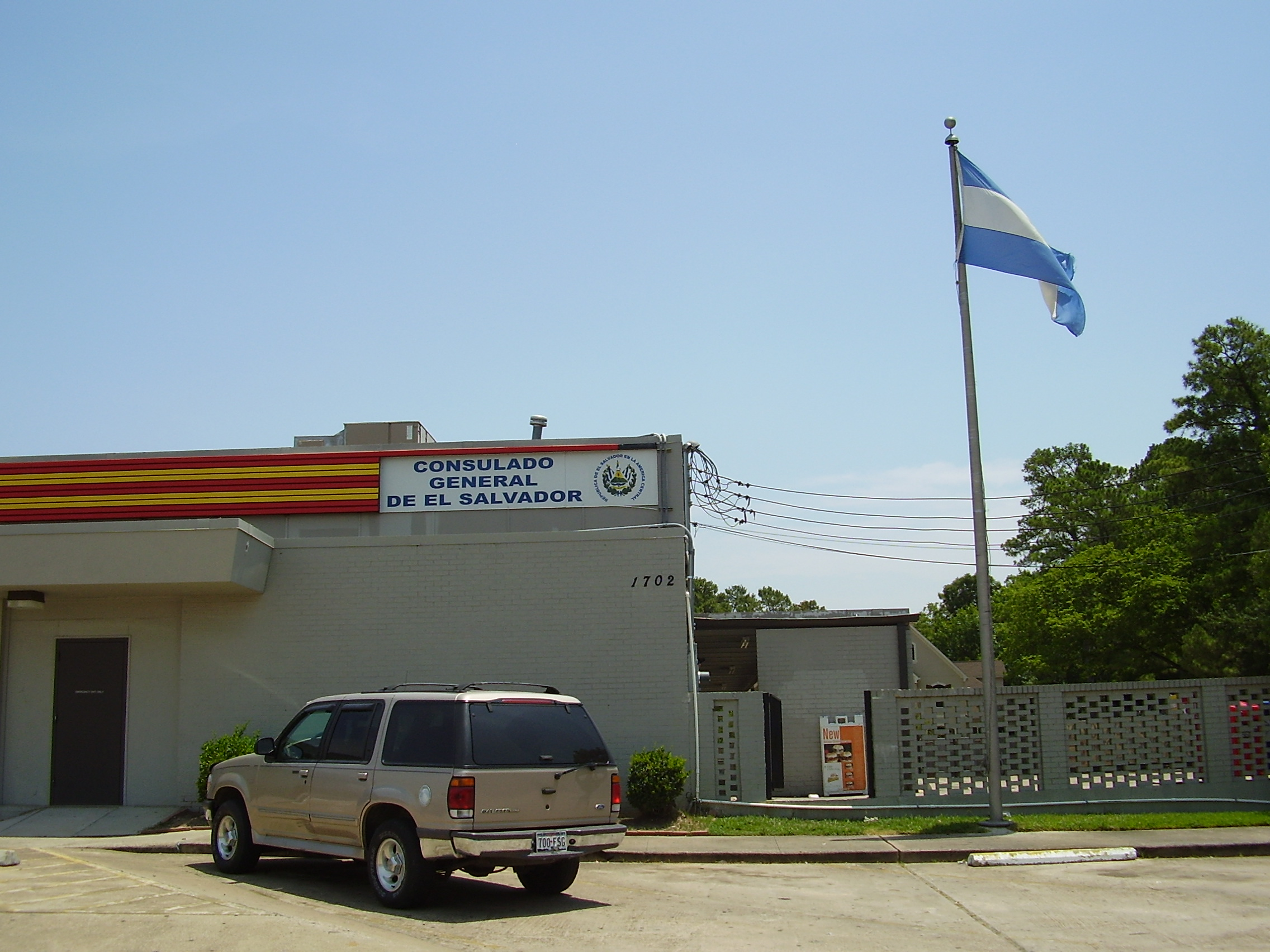
Konsulat generalny Salwadoru w Houston

  - Coral Gables (Konsulat generalny)
  - Dallas (Konsulat generalny)
  - Houston (Konsulat generalny)
  - Las Vegas (Konsulat generalny)
  - Los Angeles (Konsulat generalny)
  - Nogales (Konsulat generalny)
  - Nowy Jork (Konsulat generalny)
  - San Francisco (Konsulat generalny)
  - Santa Ana (Konsulat generalny)
  - Woodbridge (Konsulat generalny)
  - Woodstock (Konsulat generalny)
  - Elizabeth (Konsulat)
  - Long Island, Nowy Jork (Konsulat)
- Trynidad i Tobago
  - Port-of-Spain (ambasada)

## Ameryka Południowa
- Argentyna
  - Buenos Aires (ambasada)
- Brazylia
  - Brasília (ambasada)
- Chile
  - Santiago (ambasada)
- Ekwador
  - Quito (ambasada)
- Kolumbia
  - Bogota (ambasada)
- Peru
  - Lima (ambasada)
- Urugwaj
  - Montevideo (ambasada)
- Wenezuela
  - Caracas (ambasada)

## Azja
- Chiny
  - Pekin (ambasada)[2]
- Indie
  - Nowe Delhi (ambasada)
- Izrael
  - Tel Awiw (ambasada)
- Japonia
  - Tokio (ambasada)
- Katar
  - Doha (ambasada)
- Singapur
  - Singapur (ambasada)[3]
- Korea Południowa
  - Seul (ambasada)
- Wietnam
  - Hanoi (ambasada)[4]

## Australia i Oceania
- Australia
  - Melbourne (konsulat generalny)

## Organizacje międzynarodowe
- Nowy Jork – Stałe Przedstawicielstwo przy Organizacji Narodów Zjednoczonych
- Genewa – Stałe Przedstawicielstwo przy Biurze Narodów Zjednoczonych i innych organizacjach
- Paryż – Stałe Przedstawicielstwo przy UNESCO
- Wiedeń – Stałe Przedstawicielstwo przy Biurze Narodów Zjednoczonych
- Rzym – Stałe Przedstawicielstwo przy Organizacji Narodów Zjednoczonych do spraw Wyżywienia i Rolnictwa i innych organizacjach
- Waszyngton – Stałe Przedstawicielstwo przy Organizacji Państw Amerykańskich
- Bruksela – Stałe Przedstawicielstwo przy Unii Europejskiej
- Haga – Stałe Przedstawicielstwo przy organizacjach międzynarodowych